# Beiträge zur Konfliktforschung
Die Beiträge zur Konfliktforschung – psychopolitische Aspekte war eine deutsche von 1971 bis 1990 erscheinende Fachzeitschrift. Sie erschien im Markus-Verlag in Köln.